# Walter Staudinger (Fußballspieler)
Walter Staudinger (* um 1917/18, genaue Lebensdaten unbekannt) war ein österreichischer Fußballspieler.

## Karriere

### Vereine
Staudinger wechselte zur Saison 1937/38 von seinem Stammverein, dem SC Berndorf aus Niederösterreich zu Wacker Wien. Für die Wiener erzielte er in lediglich 12 Partien ganze 14 Tore. Nach einem Retourwechsel zu Berndorf folgte eine Halbsaison bei Rapid Wien. Für die Hütteldorfer kam er allerdings nur in Testspielen bzw. in der zweiten Garnitur zum Einsatz, ein Pflichtspiel blieb ihm verwehrt. Während des Zweiten Weltkriegs kam er nach München, wo er sich dem TSV 1860 München anschloss, für den er in der Saison 1940/41 und 1941/42 in der Gauliga Bayern, eine von zunächst 16, später auf 23 aufgestockten Gauligen zur Zeit des Nationalsozialismus als einheitlich höchste Spielklasse im Deutschen Reich, als Stürmer Punktspiele bestritt. Während seiner Vereinszugehörigkeit gewann er mit seiner Mannschaft unter Spielertrainer Franz Schmeißer am Saisonende 1940/41 mit vier Punkten vor dem 1. FC Nürnberg, dem Gaumeister der Vorsaison, die Gaumeisterschaft.
Mit diesem Erfolg war seine Mannschaft als Teilnehmer an der Endrunde um die Deutsche Meisterschaft berechtigt. In der in vier Gruppen, zwei davon in zwei Untergruppen unterteilt, mit drei bzw. vier Mannschaften ausgetragenen Meisterschaft, bestritt er alle Spiele der Gruppe 4, wobei er sein Debüt am 13. Mai 1941 beim 3:3-Unentschieden beim FC Stuttgarter Kickers gab. Im zweiten Gruppenspiel am 20. April 1941 beim 6:2-Sieg über den VfL Neckarau erzielte er mit dem Treffer zum Endstand in der 88. Minute sein erstes von insgesamt drei Toren. Als Zweitplatzierter hinter dem SK Rapid Wien, dem späteren Deutschen Meister, war der Wettbewerb für ihn und seine Mannschaftskameraden wie Georg Bayerer, Josef Wendl, Heinz Krückeberg und Ludwig Janda beendet, da nur die Gruppensieger ins Halbfinale gelangten. Am 12. Juli 1941 bestritt er mit dem Erstrundenspiel im Wettbewerb um den Tschammerpokal beim 6:2-Sieg beim SSV Jahn Regensburg und mit dem am 3. August 1941 bei der 2:5-Niederlage gegen den FK Austria Wien im Zweitrundenspiel seine einzigen beiden Pokalspiele für Vereinsmannschaften. In der Folgesaison sicherte sich der 1. FC Schweinfurt 05 die Gaumeisterschaft; seine Mannschaft belegte den dritten Platz.
Nach dem Zweiten Weltkrieg war er für mehrere Vereine in Oberösterreich tätig, darunter der SV Ebensee und der LASK.

### Auswahlmannschaft
Als Spieler der Gauauswahlmannschaft Bayern nahm er mit seiner Mannschaft am Wettbewerb um den Reichsbundpokal teil. Nachdem das Vorrundenspiel am 6. Oktober 1940 mit dem 3:3-Unentschieden n. V. gegen die Gauauswahlmannschaft Niedersachsen keinen Sieger gefunden hatte, gewann seine Mannschaft das am 27. Oktober 1940 in Braunschweig ausgetragene Wiederholungsspiel mit 2:1 – ebenfalls erst in der Verlängerung. Nach dem 7:2-Sieg über die Gauauswahlmannschaft Ostpreußen am 8. Dezember 1940 im Schweinfurter Willy-Sachs-Stadion, traf er mit seiner Mannschaft am 16. März 1941 in Frankfurter Waldstadion auf die Gauauswahlmannschaft Südwest, die mit 5:1 besiegt werden konnte; sein Vereinsmitspieler Heinz Krückeberg allein erzielte drei Tore. Das am 7. September 1941 im Stadion an der Planitzstraße vor 30.000 Zuschauern ausgetragene Finale um den Reichsbundpokal wurde jedoch mit 0:2 gegen die Gauauswahlmannschaft Sachsen verloren.

## Erfolge
- Gaumeister Bayern 1941
- Reichsbundpokal-Finalist 1941